# Matthew Moy
Matthew James Moy (* 3. Februar 1984 in San Francisco, Kalifornien) ist ein US-amerikanischer Schauspieler. In Deutschland ist Moy für seine Darstellung des Han Lee in der Serie 2 Broke Girls bekannt.

## Leben
Moy wurde als Nachfahre chinesischer Einwanderer in San Francisco geboren. Er erlangte einen Bachelor-Abschluss in Japanisch an der University of California, Davis. Sein Vater ist Lehrer an einer Highschool, seine Mutter arbeitet als Logopädin. Moy hat eine ältere Schwester.
Moy wirkte bereits in einigen Fernsehserien mit, z. B. Criminal Minds, Meine Schwester Charlie, Karate-Chaoten, Scrubs – Die Anfänger, How I Met Your Mother und Zeke und Luther. Außerdem trat er regelmäßig in der Serie iCarly auf. In der neunten Staffel von Scrubs – Die Anfänger spielte Moy die Figur des Trang. Er absolvierte Gastauftritte in den Serien Big Time Rush, The Middle und spielte sich selbst in der Reality-Show Cha$e. In der Sitcom 2 Broke Girls verkörpert er eine der Hauptrollen. Er wirkte in dem Independent-Film The Grover Complex mit und spielte im Jahr 2011 an der Seite von Ashton Kutcher und Natalie Portman im Film Freundschaft Plus. Moy lieh der Figur Cobra im Videospiel zu dem Film G.I. Joe – Geheimauftrag Cobra seine Stimme. Er ist außerdem in den Spielen White Knight Chronicles und Blur zu hören.

## Filmografie (Auswahl)
- 2009–2010: iCarly (Fernsehserie, 3 Folgen)
- 2009–2010: Scrubs – Die Anfänger (Scrubs, Fernsehserie, 6 Episoden)
- 2010: The Middle (Fernsehserie, 1 Folge)
- 2010: Criminal Minds (Fernsehserie, 1 Folge)
- 2011: Freundschaft Plus (No Strings Attached)
- 2011–2017: 2 Broke Girls (Fernsehserie, 138 Folgen)
- 2013–2015: Steven Universe (Fernsehserie, 22 Folgen, Stimme)
- 2017: Voltron: Legendärer Verteidiger (Fernsehserie, 1 Folge, Stimme)
- 2019: Steven Universe Future (Fernsehserie, 1 Folge, Stimme)
- 2019: Steven Universe: Der Film (Stimme)
- 2022: Alice in der Wunderland-Bäckerei (Fernsehserie, Stimme)
- 2022: Teen Titans Go! (Fernsehserie, 1 Folge, Stimme)